# Glossopteris
Glossopteris – wymarły rodzaj paproci nasiennych, typowy dla flory glossopterisowej kontynentu Gondwana w późnym karbonie i wczesnym permie. 
Znany jest głównie z liści. Liście są duże, niepodzielone, o kształcie językowatym i nerwacji siatkowej. Posiadały nerw główny, co różni je od bardzo zbliżonych morfologicznie liści paproci nasiennych rodzaju Gangamopteris.